# Belgique au Concours Eurovision de la chanson 1970
La Belgique a participé au Concours Eurovision de la chanson 1970 le 21 mars à Amsterdam, aux Pays-Bas. C'est la 15e participation belge au Concours Eurovision de la chanson.
Le pays est représenté par le chanteur Jean Vallée et la chanson Viens l'oublier, sélectionnés par la Radiodiffusion-télévision belge (RTB) au moyen d'une finale nationale.

## Sélection

### Chanson Euro 1970
Le radiodiffuseur belge pour les émissions francophones, la Radiodiffusion-télévision belge (RTB, prédécesseur de la RTBF), sélectionne l'artiste en interne et organise une finale nationale intitulée Chanson Euro 1970 pour sélectionner la chanson représentant la Belgique au Concours Eurovision de la chanson 1970.
La finale nationale belge consiste en deux demi-finales et d'une finale ayant lieu le 3 février 1970. Deux participants à cette finale nationale représenteront la Belgique à une édition future de l'Eurovision : Serge et Christine Ghisoland en 1972 ; Ann Christy en 1975.
Les chansons sont toutes interprétées en français, l'une des trois langues officielles de la Belgique.
Lors de cette finale, c'est la chanson Viens l'oublier, écrite, composée et interprétée par Jean Vallée, qui fut choisie, avec Jacques Say comme chef d'orchestre.

#### Demi-finales
Le processus de sélection a débuté avec six séries de six chansons chacune, à partir desquelles deux chansons par série ont été choisies pour progresser via une combinaison de jury d'experts et de votes par carte postale. Les détails complets des résultats ne sont pas disponibles.
Deux demi-finales ont ensuite eu lieu, à partir desquelles trois chansons se qualifient pour la finale, une choisie par un jury d'experts, une par vote par carte postale et une au moyen d'un panel de 100 jeunes,.

##### 1redemi-finale
| Ordre | Artiste                      | Chanson                | Qualifiée |
| ----- | ---------------------------- | ---------------------- | --------- |
| 1     | Andrée Simons                | Perle d'étoile         | Oui       |
| 2     | Serge et Christine Ghisoland | Nous serons toi et moi | Oui       |
| 3     | Ann Christy                  | Le Temps, Le Vent      | Non       |
| 4     | Marc Bertrand                | Notre raison de vivre  | Non       |
| 5     | Eddy Pascal                  | Virginia               | Non       |
| 6     | Jean Vallée                  | Viens l'oublier        | Oui       |

##### 2edemi-finale
| Ordre | Artiste                      | Chanson                               | Qualifiée |
| ----- | ---------------------------- | ------------------------------------- | --------- |
| 1     | Johnny White                 | Quand on est amoureux                 | Oui       |
| 2     | Andrée Simons                | La Belle Époque                       | Oui       |
| 3     | Marc Bertrand                | Ne prends pas la vie comme elle vient | Non       |
| 4     | Serge et Christine Ghisoland | Lai lai lai                           | Oui       |
| 5     | Frédéric François            | Comme tous les amoureux               | Non       |
| 6     | Serge Davignac               | Monsieur le printemps                 | Non       |

#### Finale
Serge et Christine Ghisoland et Andrée Simons, qui avaient chacun deux chansons qui s'étaient qualifiées pour la finale, ont décidé à l'avance de retirer une de leurs chansons (Nous serons toi et moi et Perle d'étoile respectivement) afin de ne pas risquer de diviser leurs votes, ne laissant que quatre chansons en finale. La chanson gagnante a été choisie par un jury d'experts et un panel de 600 téléspectateurs,.
| Ordre | Artiste                      | Chanson               | Points | Place |
| ----- | ---------------------------- | --------------------- | ------ | ----- |
| 1     | Andrée Simons                | La Belle Époque       | 376    | 3     |
| 2     | Serge et Christine Ghisoland | Lai lai lai           | 270    | 4     |
| 3     | Johnny White                 | Quand on est amoureux | 524    | 2     |
| 4     | Jean Vallée                  | Viens l'oublier       | 813    | 1     |

## À l'Eurovision
Chaque pays a un jury de dix personnes. Chaque juré attribue un point à sa chanson préférée.

### Points attribués par la Belgique
| 9 points | Irlande |
| 1 point  | Monaco  |

### Points attribués à la Belgique
| 10 points | 9 points | 8 points | 7 points | 6 points               |
| --------- | -------- | -------- | -------- | ---------------------- |
|           |          |          |          |                        |
| 5 points  | 4 points | 3 points | 2 points | 1 point                |
|           |          | - France |          | - Irlande - Luxembourg |

Jean Vallée interprète Viens l'oublier en 5e position lors de la soirée du concours, suivant la Yougoslavie et précédant la France.
Au terme du vote final, la Belgique termine 8e, ex æquo avec l'Italie et Monaco, sur 12 pays, ayant reçu 5 points,.